# Chambre 312
Chambre 312 (titre original : The Woman in the Room) est une nouvelle de Stephen King qui fait partie du recueil Danse macabre publié en 1978.

## Résumé
Johnny se rend quotidiennement à l'hôpital de Lewiston pour voir sa mère atteinte d'un cancer de l'estomac en phase terminale. L'état de sa mère le tourmente au point qu'il ne peut aller la voir qu'en état d'ébriété. Pour apaiser ses souffrances, les docteurs lui font une corticectomie qui détruit le centre de la douleur. L'une des conséquences de l'opération est une paralysie partielle et Johnny sait que c'est pour sa mère le début de la fin. Il se demande s'il peut l'aider à mourir et se décide à le faire. Il rend une dernière visite à sa mère et lui fait avaler plusieurs comprimés d'analgésiques pour l'euthanasier. Il embrasse ensuite sa mère endormie, essuie ses empreintes du flacon de comprimés avant de le placer dans le sac de sa mère et quitte la chambre. 

## Genèse
La nouvelle est en partie autobiographique car inspirée par la mort de la mère de Stephen King. L'écrivain a expliqué que c'était « une fiction curative, écrite au lendemain de la mort de sa mère ». Elle est parue pour la première fois dans Danse macabre, le premier recueil de nouvelles de l'écrivain.

## Thèmes
L'universitaire Michael R. Collings, spécialiste de l'écrivain, la considère comme le « sommet émotionnel » du recueil, « un récit glaçant à propos de la vie, de la mort et des choix qui y sont liés ». Stephen Spignesi met en avant son style particulier avec ses dialogues qui ne sont pas mis entre guillemets, ses paragraphes qui s'interrompent au milieu d'une phrase et son point de vue oscillant entre première et troisième personne. Ce style donne à l'histoire un effet onirique et se combine à des détails saisissants de réalisme provenant de la propre expérience personnelle de l'écrivain.

## Adaptations
La nouvelle a été adaptée sous forme de court métrage, The Woman in the Room, par Frank Darabont en 1983. Il s'agit de la première réalisation de Darabont, qui a mis trois ans pour venir à bout de son projet, et Stephen King la considère comme le « meilleur court inspiré de [son] œuvre ». Ce court métrage a été distribué en vidéo en 1986 en tant que l'une des trois histoires de Contes macabres (Night Shift Collection) mais la cassette VHS a été retirée de la vente peu après pour des problèmes de droits.
Un court métrage de Damien Maric, La Femme dans la chambre (2005), est également inspiré de la nouvelle.